# Дуб пушистый
Дуб пуши́стый (лат. Quércus pubéscens) — вид деревьев из рода Дуб семейства Буковые (Fagaceae).

## Ареал
Ареал вида — южный берег Крыма, северная часть Закавказья, Южная Европа и Малая Азия. Имеется в заповедниках Крыма. Образует ксерофитные редколесья на содержащих известь породах.

## Места обитания
Растет в лесах нижнего пояса на южных склонах гор, поднимаясь на высоту до 400 метров над уровнем моря.

## Подвиды
Три подвида приняты Flora Europaea:
- Quercus pubescens subsp. Опушенный — центральная и южная Европа.
- Quercus pubescens subsp. анатолия О.Шварц — юго-западная Азия, юго-восточная Европа.
- Quercus pubescens subsp. паленсис (Палассу) О.Шварц — северная Испания, Пиренеи.[1]

## Описание

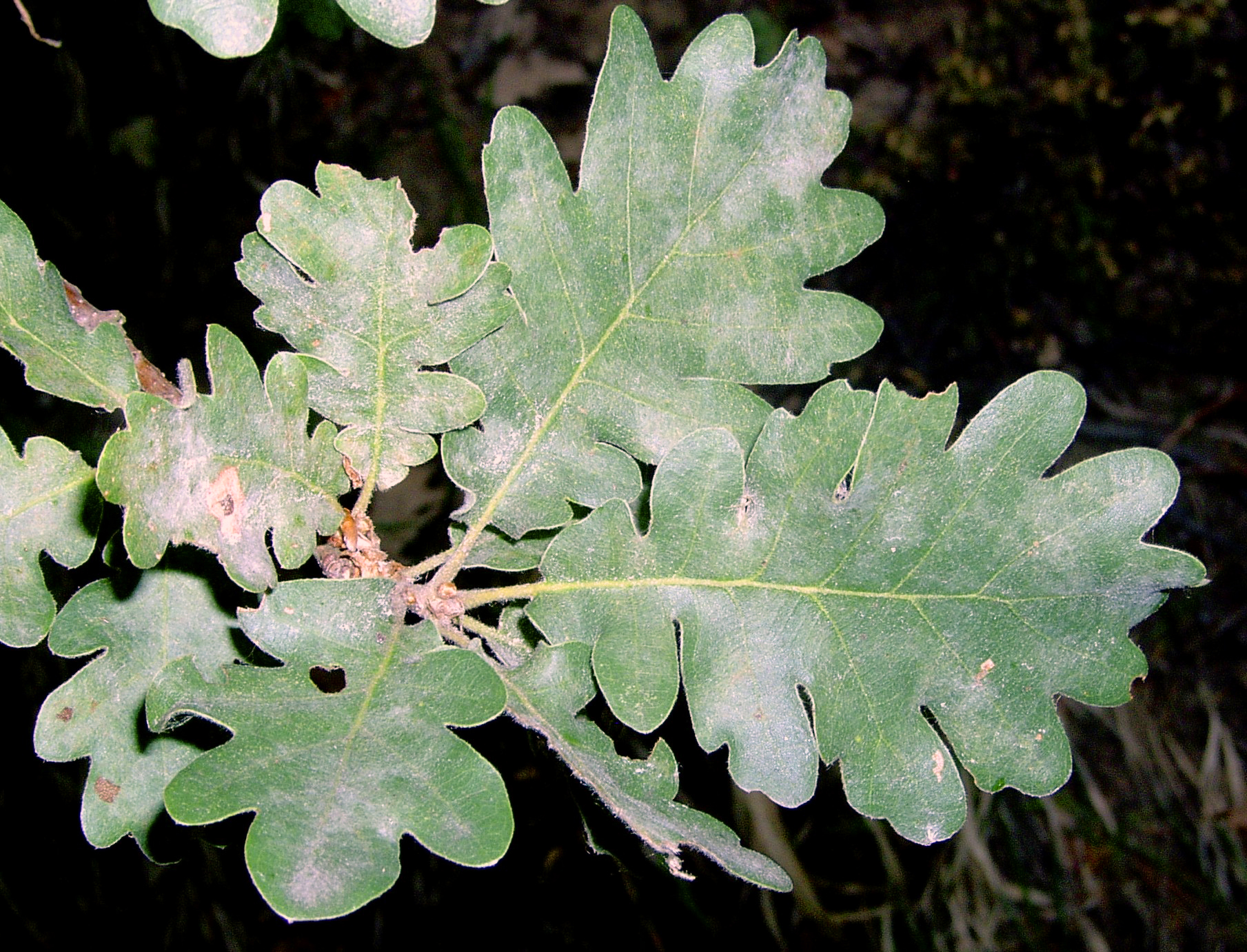
Листья дуба пушистого

Очень светолюбивый ксерофит. Невысокое дерево (до 12-18 метров) с широкой кроной, иногда даже кустарник. Ствол часто извилистый. Молодые побеги сильно опушённые.
Листья 5—10 см длиной, очень изменчивые по форме и величине, с 4—8 парами тупых или заострённых лопастей, сверху тёмно-зелёные, голые, снизу серо-зелёные, опушённые.
Чешуйки плюски, окружающей жёлудь, также пушистые.
Долговечное дерево, доживает до 1000 лет.

## Использование и применение

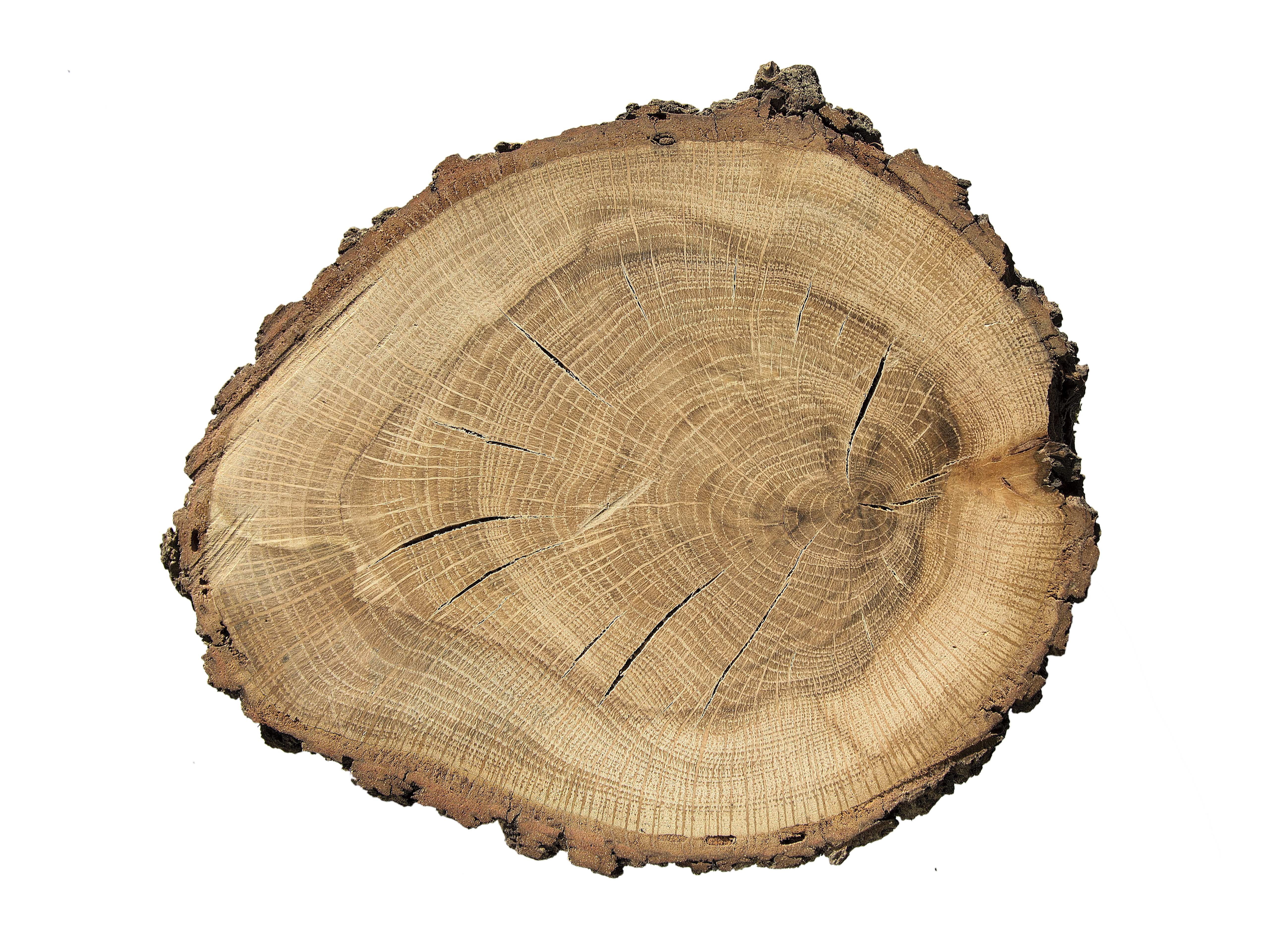
Quercus pubescens — Тулузский музеум

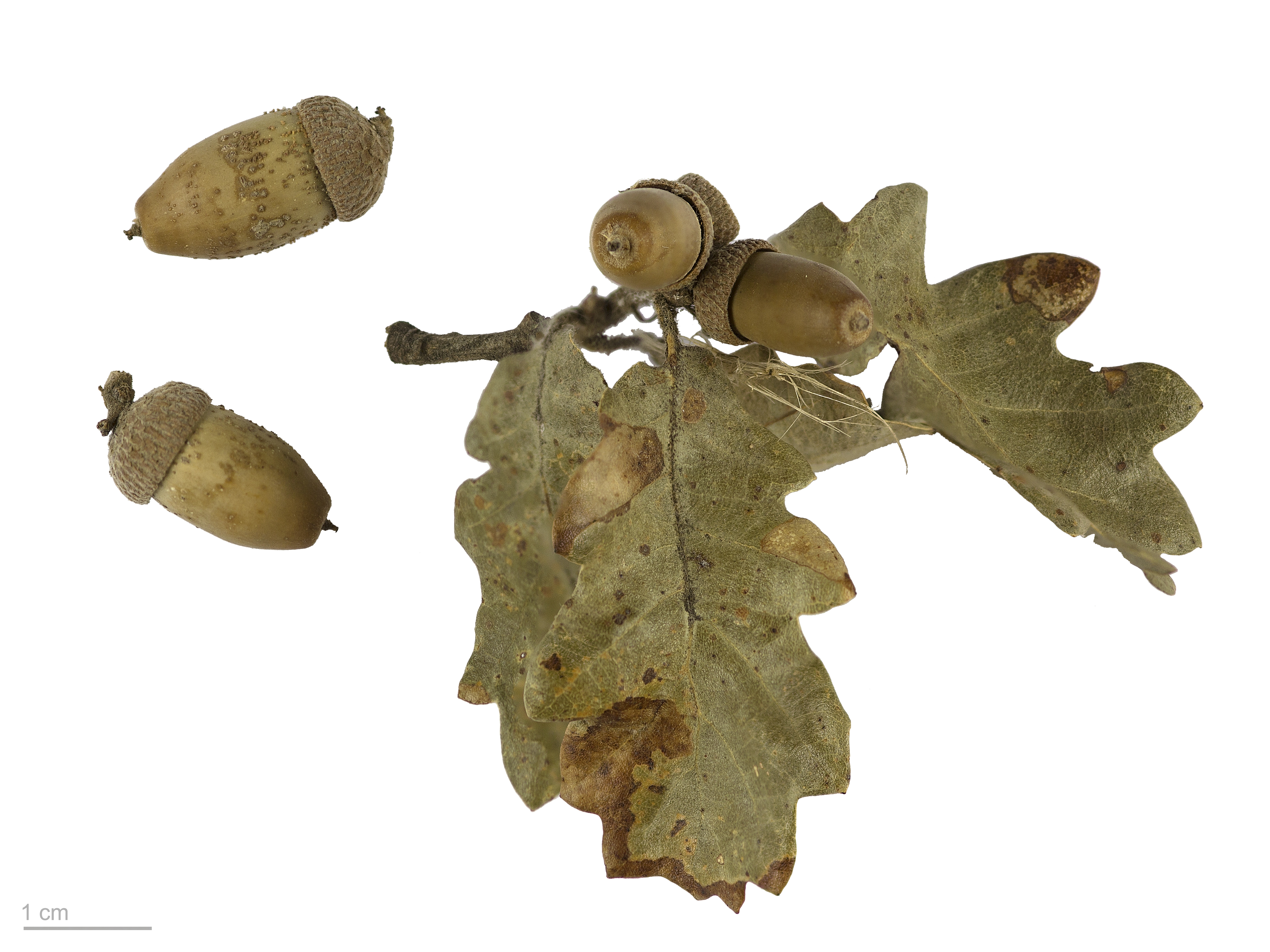
Quercus pubescens — Тулузский музеум

Дает высококалорийное топливо. Сеянцы дуба пушистого используются как подвой для неустойчивых к морозу и засухе видов дуба.